# Stenopelmatoidea
Stenopelmatoidea es una superfamilia de insectos en el orden de los ortópteros. En algunas clasificaciones antiguas a este grupo se le denominaba Gryllacridoidea.

## Clasificación
La clasificación y constitución de Stenopelmatoidea es una fuente constante de controversia, con diferentes autoridades proponiendo arreglos radicalmente diferentes. En la actualidad, la mayoría de los investigadores parecen coincidir en que Stenopelmatoidea comprende al menos tres linajes bien separados, de los cuales Anostostomatidae, Gryllacrididae y Stenopelmatidae están razonablemente bien definidos. Existe evidencia molecular que respalda su reconocimiento como grupos monofiléticos.
Al menos otra autoridad, que trabaja exclusivamente con caracteres morfológicos, ha propuesto en cambio que Stenopelmatoidea contiene sólo dos linajes (Anostostomatidae y Stenopelmatidae), el último de los cuales no sólo incluye a Gryllacrididae como subfamilia, sino también toda la superfamilia Schizodactyloidea, igualmente reducida al rango de subfamilia. Esta última clasificación ha sido explícitamente rechazada por otros investigadores.
En muchas clasificaciones, Stenopelmatoidea consta de cuatro familias: Anostostomatidae, Cooloolidae, Gryllacrididae y Stenopelmatidae.